# یوری لیویتین
یوری آبراموویچ لیویتین (روسی: Юрий Абра́мович Левитин؛ ‏ ۲۸ دسامبر ۱۹۱۲ – ۲ اوت ۱۹۹۳) آهنگساز، موسیقی‌دان و نوازنده پیانو اهل اوکراین و اتحاد جماهیر شوروی سوسیالیستی بود. وی دانش‌آموختهٔ کنسرواتوار سن پترزبورگ و از شاگردان دمیتری شوستاکوویچ بود.
از فیلم‌هایی که وی در آن‌ها نقش داشته است، می‌توان به سربازان آزادی اشاره نمود.
وی همچنین برندهٔ جوایزی همچون هنرمند مردمی جمهوری شوروی فدراتیو سوسیالیستی روسیه شده‌است.